# Max von Malotki
Max von Malotki (* 8. Juni 1977 in Düsseldorf) ist ein deutscher Journalist, Autor und Radiomoderator.

## Leben
Max von Malotki wuchs in Glehn auf. Er studierte an der Freien Universität in Berlin Allgemeine und Vergleichende Literaturwissenschaft, wo er beim uniRadio erste Erfahrungen mit dem Rundfunk sammelte. Es folgten Stationen bei Radio Fritz und 1LIVE. Zu dieser Zeit lebte er zeitweise in einer Wohngemeinschaft mit Jan Böhmermann. Aktuell moderiert er bei WDR 5 neben dem Morgenecho das Meinungsmagazin Politikum.
Von 2018 bis 2021 veröffentlichte er gemeinsam mit Jochen Dreier den Science Fiction Podcast „Future Ltd“.
Malotki arbeitet zudem als Hörspielautor.

## Hörspiele und Hörbücher
- Morandi ermittelt (Hörbuch)
- 2008: PVP – Player vs. Player – Regie: Matthias Kapohl (WDR)
- 2012: futur III – Regie: Thomas Leutzbach (WDR)
- 2014: Junge – Regie: Benjamin Quabeck (WDR)
- 2015: Verschlusssache KI2015 – Regie: Matthias Kapohl (WDR)[3]